# Юлий Цезарь (фильм, 1908)
«Ю́лий Це́зарь» (англ. Julius Caesar) — немой короткометражный фильм Стюарта Блэктона совместно с Уильямом Ранусом. Премьера состоялась 1 декабря 1908 года в США.

## Сюжет
Фильм снят по трагедии Уильяма Шекспира «Юлий Цезарь».

## В ролях
- Чарльз Кент — Юлий Цезарь
- Уильям Ше — первый гражданин
- Морис Костелло — Марк Антоний
- Уильям Рэноус — Гаюс Гасиус
- Флоренс Лоуренс — Кальпурния
- Пол Панцер — Маркус Брутус

## Интересные факты
- Это одна из самых ранних экранизаций и трагедии Шекспира, и о самой личности Юлия Цезаря.
- Через 5 дней после премьеры сценарий фильма был напечатан в книге и разошёлся большим тиражом.